# Lista premiilor și nominalizărilor primite de serialul Anatomia lui Grey

## Directors Guild of America(DGA)
- 2005: Cea mai bună regie - Serial de dramă, difuzat noaptea (Peter Horton pentru "A Hard Day's Night", nominalizare)
- 2005: Cea mai bună regie - Serial de dramă, difuzat noaptea (Jeffrey Melman pentru "In to You Like a Train", nominalizare)
- 2006: Cea mai bună regie - Serial de dramă, difuzat noaptea (Seith Mann pentru "Name of the Game", nominalizare)
- 2006: Cea mai bună regie - Serial de dramă, difuzat noaptea (Peter Horton pentru "It's the End of the World", nominalizare)

4 nominations

## Premiile Emmy
- 2005: Cea mai bună distribuție - Serial de dramă (nominalizare)
- 2005: Cea mai bună regie - Serial de dramă (Peter Horton pentru "A Hard Days Night", nominalizare)
- 2005: Cea mai bună actriță în rol secundar - Serial de dramă (Sandra Oh pentru rolul "Dr. Cristina Yang", nominalizare)
- 2006: Cea mai bună distribuție - Serial de dramă (câștigat)
- 2006: Cel mai bun actor invitat - Serial de dramă (Kyle Chandler pentru rolul "Dylan Young", nominalizare)
- 2006: Cea mai bună actriță invitată - Serial de dramă (Kate Burton pentru rolul "Ellis Grey", nominalizare)
- 2006: Cea mai bună actriță invitată - Serial de dramă (Christina Riccipentru rolul "Hannah Davies", nominalizare)
- 2006: Cel mai bun machiaj dintr-un serial - Non-Prosthetic (pentru "Owner of a Lonely Heart", nominalizare)
- 2006: Best Prosthetic Makeup - (Mini)Series, Movie or a Special (pentru "Yesterday", nominalizare)
- 2006: Cel mai bun serial - dramă (nominalizare)
- 2006: Cea mai bună actriță în rol secundar - Serial de dramă (Sandra Oh, nominalizare)
- 2006: Cea mai bună actriță în rol secundar - Serial de dramă (Chandra Wilson pentru rolul "Dr. Miranda Bailey", nominalizare)
- 2006: Cel mai bun scenariu - Serial de dramă (Shonda Rhimes pentru "It's the End of the World: Part 1 & 2", nominalizare)
- 2006: Cel mai bun scenariu - Serial de dramă (Krista Vernoff pentru "Into You Like A Train", nominalizare)
- 2007: Cea mai bună distribuție - Serial de dramă (nominalizare)
- 2007: Cea mai bună actriță invitată - Serial de dramă (Kate Burton, nominalizare)
- 2007: Cea mai bună actriță invitată - Serial de dramă (Elizabeth Reaser pentru rolul "Jane Doe", nominalizare)
- 2007: Best Prosthetic Makeup - (Mini)Series, Movie or a Special (pentru "My Favorite Mistake", nominalizare)
- 2007: Cel mai bun serial - Drama (nominalizare)
- 2007: Cele mai bune efecte speciale - Serial (pentru "Walk on Water", nominalizare)
- 2007: Cel mai bun actor în rol secundar - Serial de dramă (T.R. Knight pentru rolul "Dr. George O'Malley", nominalizare)
- 2007: Cea mai bună actriță în rol secundar - Serial de dramă (Katherine Heigl pentru rolul "Dr. Isobel 'Izzie' Stevens", câștigat)
- 2007: Cea mai bună actriță în rol secundar - Serial de dramă (Sandra Oh, nominalizare)
- 2007: Cea mai bună actriță în rol secundar - Serial de dramă (Chandra Wilson, nominalizare)
- 2008: Cea mai bună actriță invitată - Serial de dramă (Diahann Carroll pentru rolul "Jane Burke", TBA)
- 2008: Cel mai bun machiaj - Single-Camera Series, Non-Prosthetic (pentru "Crash into Me: Part 1 & 2", TBA)
- 2008: Best Prosthetic Makeup - (Mini)Series, Movie or a Special (pentru "Forever Young", TBA)
- 2008: Cea mai bună actriță în rol secundar - Serial de dramă (Sandra Oh, TBA)
- 2008: Cea mai bună actriță în rol secundar - Serial de dramă (Chandra Wilson, TBA)

2 premii câștigate și 4 nominalizări

## GLAAD Media Awards
- 2006: Cel mai bun episod individual (pentru "Where the Boys Are", câștigat)

1 win

## Globurile de aur
- 2005: Cel mai bun actor - Serial de dramă (Patrick Dempsey pentru rolul "Dr. Derek Shepherd", nominalizare)
- 2005: Cel mai bun serial - dramă (nominalizare)
- 2005: Cea mai bună actriță în rol secundar - (Mini)Seriale sau filme pentru televiziune (Sandra Oh pentru rolul "Dr. Cristina Yang", câștigat)

- 2006: Cel mai bun actor - Serial de dramă (Patrick Dempsey, nominalizare)
- 2006: Cea mai bună actriță - Serial de dramă (Ellen Pompeo pentru rolul "Dr. Meredith Grey", nominated)
- 2006: Cel mai bun serial - dramă (câștigat)
- 2006: Cea mai bună actriță în rol secundar - (Mini)Seriale sau filme pentru televiziune (Katherine Heigl pentru rolul "Dr. Isobel 'Izzie' Stevens", nominalizare)

- 2007: Cel mai bun serial - Dramă (nominalizare)
- 2007: Cea mai bună actriță în rol secundar - (Mini)Seriale sau filme pentru televiziune (Katherine Heigl, nominalizare)

2 premii câștigate și 7 nominalizări

## Grammy Awards
- 2006: Best Compilation Soundtrack Album - Film, TV or Other Visual Media (for "Volume 2", nominated)

1 nomination

## Producers Guild of America(PGA)
- 2005: Best Producer - Drama Series (nominated)
- 2006: Best Producer - Drama Series (won)
- 2007: Best Producer - Drama Series (nominated)

1 win and 2 nominations

## Satellite Awards
- 2005: Best Series - Drama (nominated)
- 2005: Best Supporting Actress - (Mini)Series or TV Film (Sandra Oh, nominated)
- 2006: Best TV Cast (won)
- 2007: Best Actress - Drama Series (Ellen Pompeo, won)
- 2007: Best Series - Drama (nominated)
- 2007: Best Supporting Actor - (Mini)Series or TV Film (T.R. Knight, nominated)
- 2007: Best Supporting Actress - (Mini)Series or TV Film (Chandra Wilson, nominated)

2 wins and 5 nominations

## Screen Actors Guild(SAG)
- 2005: Best Actor - Drama Series (Patrick Dempsey for playing "Dr. Derek Shepherd", nominated)
- 2005: Best Actress - Drama Series (Sandra Oh for playing "Dr. Cristina Yang", won)
- 2005: Best Cast - Drama Series (nominated)
- 2006: Best Actress - Drama Series (Chandra Wilson for playing "Dr. Miranda Bailey", won)
- 2006: Best Cast - Drama Series (won)
- 2007: Best Cast - Drama Series (nominated)

3 wins and 3 nominations